# ۴-نیترکوینلین ۱-اکسید

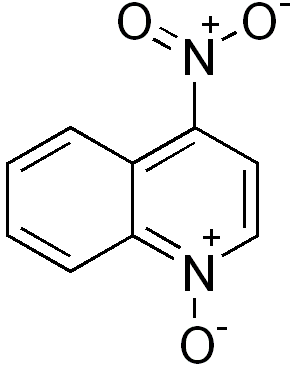
۴-نیترکوینلین ۱-اکسید (C9H6N2O3)

۴-نیترکوینلین ۱-اکسید (به انگلیسی: 4-Nitroquinoline 1-oxide) یک ترکیب شیمیایی با شناسه پاب‌کم ۵۹۵۵ است. که جرم مولی آن ۱۹۰٫۱۶ g/mol می‌باشد.